# Jane Wheeler
Jane Wheeler (* 31. Mai 1962 in Ottawa) ist eine kanadische Schauspielerin und Synchronsprecherin.

## Leben
Wheeler wurde am 31. Mai 1962 in Ottawa geboren. Sie ist Absolventin der Ryerson Theatre School und der Toronto Metropolitan University. Seit Beginn der 1990er Jahre tritt sie regelmäßig in Fernseh- und Filmproduktionen in Erscheinung. Von 1999 bis 2002 verkörperte sie in der Fernsehserie Teenage Werewolf die Rolle der Sally Dawkins. Filmrollen erhielt sie unter anderen 2005 in Verbrechen aus Leidenschaft, 2007 in In deiner Haut und 2008 in Die Reise zum Mittelpunkt der Erde. 2013 spielte sie im Fernsehzweiteiler Exploding Sun – Wenn die Sonne explodiert die Rolle der Simone Mathany.
2018 lieh sie im Computerspiel Far Cry 5 der Figur Adelaide Drubman ihre Stimme.

## Filmografie (Auswahl)
- 1990: E.N.G. (Fernsehserie, Episode 2x10)
- 1991: Tropical Heat (Sweating Bullets, Fernsehserie, Episode 2x04)
- 1992: Die Opfer von St. Vincent – Schrei nach Hilfe (The Boys of St. Vincent, Fernsehfilm)
- 1993: Marys Nachbar (The Neighbor)
- 1993: Vendetta II: The New Mafia (Fernsehfilm)
- 1993–1995: Grusel, Grauen, Gänsehaut (Are You Afraid of the Dark?, Fernsehserie, 2 Episoden, verschiedene Rollen)
- 1994: Welcome to Fear (Stalked)
- 1994: Obstruction of Justice
- 1995: Lady Cops (Fernsehserie, Episode 2x16)
- 1995: Danielle Steel: Abschied von St. Petersburg (Zoya, Fernsehfilm)
- 1996: Ivana Trump: Liebe kann man nicht kaufen (For Love Alone: The Ivana Trump Story, Fernsehfilm)
- 1996: Marked Man
- 1996: Never Too Late
- 1997: Lassie (Fernsehserie, Episode 1x25)
- 1997: Boxer Kid (The Kid)
- 1998: Captive – Ein kaltblütiger Plan (Captive)
- 1998: Barneys großes Abenteuer – Der Film (Barney’s Great Adventure)
- 1998: The Mystery Files of Shelby Woo (Fernsehserie, Episode 4x10)
- 1999: Student Bodies (Fernsehserie, Episode 2x13)
- 1999: Begierde – The Hunger (The Hunger, Fernsehserie, Episode 2x04)
- 1999: Heimlicher Pakt (The Secret Pact)
- 1999–2002: Teenage Werewolf (Fernsehserie, 17 Episoden)
- 2000: The Courage to Love (Fernsehfilm)
- 2001: Tales from the Neverending Story: The Beginning (Fernsehfilm)
- 2001: Die unendliche Geschichte – Die Abenteuer gehen weiter (Tales from the Neverending Story, Fernsehserie, Episode 1x01)
- 2002: Besessen (Obsessed, Fernsehfilm)
- 2004: The Third Identity – Im Bann der Macht (A Different Loyalty)
- 2004: Noel – Engel in Manhattan (Noel)
- 2004: Saving Emily (Fernsehfilm)
- 2005: Verbrechen aus Leidenschaft (Crimes of Passion, Fernsehfilm)
- 2006: René Lévesque (Miniserie, Episode 1x04)
- 2007: Dead Zone (Fernsehserie, Episode 6x08)
- 2007: I’m Not There
- 2007: In deiner Haut (Si j’étais toi)
- 2007: Still Life
- 2008: Die Reise zum Mittelpunkt der Erde (Journey to the Center of the Earth (3D))
- 2009: Blue Seduction (Fernsehfilm)
- 2010: Dog Pound
- 2013: Exploding Sun – Wenn die Sonne explodiert (Exploding Sun, Fernsehzweiteiler)
- 2014: Le règne de la beauté
- 2015: Brooklyn – Eine Liebe zwischen zwei Welten (Brooklyn)
- 2015: Every Thing Will Be Fine
- 2015: Stonewall
- 2015: This Life (Fernsehserie, 5 Episoden)
- 2016: Absturz ins Leben (La nouvelle vie de Paul Sneijder)
- 2016: A Motion Away (Kurzfilm)
- 2016: Madame Hollywood
- 2017: Im Zweifel glücklich (Brad’s Status)
- 2017: The Disappearance (Miniserie, Episode 1x02)
- 2017: Red Creek (Miniserie, 4 Episoden)
- 2018: Lemonade
- 2018: The Death and Life of John F. Donovan
- 2018: Real Detective – Fälle, die man nie vergisst (The Detectives, Fernsehdokuserie, Episode 2x03)
- 2019: Swept Up by Christmas (Fernsehfilm)
- 2020: The Bold Type – Der Weg nach oben (The Bold Type, Fernsehserie, Episode 4x14)
- 2020: FLQ la traque (Miniserie, Episode 1x01)
- 2021: Ein Weihnachtsprinz in Queens (A Royal Queens Christmas, Fernsehfilm)
- 2022: Weihnachten in der Schweiz (Merry Swissmas, Fernsehfilm)

## Synchronisationen (Auswahl)
- 1997: Sissi (Princesse Sissi, Zeichentrickserie)
- 1999: Stuart Little
- 2000–2010: Erdferkel Arthur und seine Freunde (Arthur, Zeichentrickserie, 8 Episoden)
- 2001: Die unendliche Geschichte – Die Abenteuer gehen weiter (Tales from the Neverending Story, Fernsehserie, 2 Episoden)
- 2004: Woofy (Zeichentrickserie, 29 Episoden)
- 2004–2007: Tripping the Rift (Animationsserie, 14 Episoden)
- 2007: Les Enfants d’Okura (Animationsserie)
- 2005: Invasion of the Space Lobsters (Zeichentrickfilm)
- 2006–2008: Vorsicht Goldfisch! (My Goldfish is Evil!, Zeichentrickserie, 26 Episoden)
- 2018: Far Cry 5 (Computerspiel)
- 2023: Blue Beetle

## Theater (Auswahl)
- The Silent Woman, White Bear UK / A. Goulem
- Alice and the World We Live In, Centaur Theatre / E. Holmes
- The Savannah Sipping Society, Hudson Village Theatre / E. David
- Reaching for Starlight, Geordie / M. Payette
- Mouth to Mouth, White Bear Theatre UK/Alain Goulem
- Urban Tales, Centaur/Harry Standjofski
- Social Studies, Centaur Theatre / Paul Van Dyck
- The Graduate, Segal Centre / Andrew Shaver
- Model Wanted, NotaBle Acts / Emma Tibaldo
- Innocence Lost, Centaur Theatre / Roy Surette
- The Dollar Woman, Tnb / Ilkay Silk
- Alden, Mary Vingoe / Notable Acts
- Treasure Island, Ben Gunn TNB / Caleb Marshall
- On And Off The Shelf, Notable Acts / Marshall Button
- Housekeeping & Homewrecking, TSC / Alain Goulem
- Romeo & Juliet,  Centaur / Gordon Mcall
- The Love List, Piggery / S.Mahtani
- Hansel & Gretel, Geordie Theatre/Lib Spry
- Ordinary Times, Centaur Wild Side/Alain Goulem
- Arrhythmia, Big Art/Alain Goulem
- Very Heaven, Centaur/Eda Holmes
- Don Quixote De Lac Brome, Theatre Lac Brome/N.Pynes
- Twelfth Night, Centaur/Gordon Mccall
- A Fertile Imagination, Sptc / P. Abarca
- Beau Gestes, Beautiful Deeds, Lac Brome/Michline Chevrier
- Dancing At Lughnasa, Centaur/Elsa Bolam
- On The Verge, Lac Brome/Nicolas Pynes
- Cabaret, Bowles Theatrelac Brome/Corey Castle
- Talley’s Folly, Theatre Lac Brome/P.Abarca
- Macbeth, Repercussion/Cas Anvar
- The Comedy Of Errors, Repercussion/J.Morehouse
- Trelawny Of The Wells, Shaw Festival/Chris.Newton
- Berkeley Square, Shaw Festival/Neil Munro
- He Who Gets Slapped, Shaw Festival/Marti Maraden
- You Never Can Tell, Shaw Festival/Chris.Newton